# Anaxidam d'Acaia
Anaxidam (en grec antic: Ἀναξίδαμος; en llatí: Anaxidamus) fou un ambaixador aqueu enviat a Roma per la Lliga Aquea l'any 164 aC. Va tornar a exercir la seva ambaixada el 155 aC, segons diu Polibi.